# Jaime Resende do Couto
Jaime Resende do Couto (1900 — Ponta Delgada, 22 de Abril de 1956) foi um advogado, jornalista e político que, entre outras funções de relevo, foi governador civil do Distrito Autónomo de Ponta Delgada no período final da Ditadura Nacional.

## Biografia
Natural da ilha de São Miguel, depois de completar os estudos secundários no Liceu de Ponta Delgada, matriculou-se na Faculdade de Direito da Universidade de Lisboa, onde concluiu o curso de Direito em 1927. Durante a sua permanência em Lisboa iniciou colaboração com diversos periódicos, tendo sido chefe de redacção de A Capital.
Concluído o curso, fixou-se em Ponta Delgada, onde abriu banca de advogado. Em 1932 foi nomeado vogal da Junta Geral do Distrito Autónomo de Ponta Delgada, assumindo nesse mesmo ano o cargo de governador civil daquele Distrito. Governou o distrito entre 15 de Julho de 1932 e 30 de Outubro de 1933, data em que foi demitido na sequência das violentas manifestações populares que ocorreram em Ponta Delgada naquele mês.
Durante o seu mandato como governador civil foi desencadeada uma campanha a favor do turismo micaelense, nomeadamente reivindicando melhores ligações marítimas e melhores estradas. Gerou-se um grande movimento de apoio popular àquelas propostas, que conduziu a grandes manifestações populares. Estas manifestações, que tiveram o apoio das forças da oposição ao regime saído do Golpe de 28 de Maio de 1926, nomeadamente da maçonaria, dos republicanos mais radicais e dos trabalhadores oriundos do sindicalismo da I República, levaram ao radicalizar de posições que desembocou numa tentativa de greve geral em Ponta Delgada. O movimento foi violentamente reprimido pelas forças militares aquarteladas na ilha, resultando em alguns mortos e feridos.
Foi colaborador da imprensa micaelense e de diversos periódicos de Lisboa.